# 河北大学图书馆
河北大学图书馆是河北大学的图书馆，位于河北省保定市河北大学的校园内。馆藏规模位于河北省各类图书馆之首位。

## 历史
河北大学图书馆前身是1921年法国耶稣会士在天津创办的天津工商学院图书馆，后随学校数次易名，最终名为河北大学图书馆，并于1970年一同学校迁至国家历史文化名城河北保定。

## 馆藏
河北大学图书馆现今馆藏图书文献近390万册，馆藏数量居河北省各类图书馆之首。其中藏有珍贵古籍16万册，建国前珍贵报刊合订本200多种。
河北大学图书馆的镇馆之宝是坤舆全图。坤舆全图为康熙年间，比利时传教士南怀仁所做的世界地图，共制两份。现一份存于河北大学图书馆，另一副本存于臺灣國立故宮博物院。

## 发展
河北大学图书馆于2009年6月入选全国古籍重点保护单位，是河北省目前唯一一家入选单位。第一批入选古籍1部，200卷；第二批入选古籍4部，135卷。